# Григоровский сельсовет (Загорский район)
Григоровский сельсовет — упразднённая административно-территориальная единица, существовавшая на территории Московской области в 1929—1939 годах.
Григоровский сельсовет был образован в составе Сергиевского района Московского округа в 1929 году путём объединения Старогригоровского и Хомяковского с/с бывшей Ерёминской волости Сергиевского уезда.
17 июля 1939 года Григоровский с/с был упразднён. При этом селение Фролово было передано в Воронцовский с/с, Хомяково — в Ерёминский с/с, Напольское — в Мишутинский с/с, а Опенки — в Сабуровский с/с.